# Les Rats (groupe)
Pour les articles homonymes, voir Les Rats.
Les Rats est un groupe de punk rock français, originaire de Montereau-Fault-Yonne, en Seine-et-Marne. Il est formé originellement de Joss (guitare), Patrice (chant et guitare), Jean-Michel (batterie) et Laurent (basse).  

## Biographie
Les Rats se sont formés, à l'origine comme quatuor, en 1982, dans un lycée de Montereau-Fault-Yonne, en Seine-et-Marne.  

## Membres

### Membres actuels
- Joss - guitare, chœurs
- Jean-Michel - batterie
- Laurent - guitare (depuis 1987)
- Patrice - chant
- Carlos - basse (depuis 2016)

### Anciens membres
- Roland « Chamallow » Chamarat - basse (1992-1994, décédé en 2011)
- Laurent - basse (1982-1987)
- Moha - basse (1988-1992)
- Frédéric - basse (1994-1996)
- Djo Stein-Richez - Batterie (2015-2017)

## Discographie

### Singles
- 1985 : Violence (Violence, Allez danser !)
- 1987 : Tequila (Téquila, À l'échaffaud )
- 1988 : L'œil qu'il te manque SP Gougnaf mouvement
- 1988 : Le borgne (Allez danser !)
- 1989 : Enfant à Problèmes (Enfant à problèmes et Banlieue)
- 1991 : Je m'emmerde (Je m'emmerde ; version différente de l'album ; Hell's baise, BB j'tadore (nouvelle version))
- 1992 : Le Clochard (Le Clochard, Le faux frère, Rat-core (inédit), New Rose (des Damned, inédit))

### Compilations
- 1985 : Les héros du peuple sont immortels (LP Gougnaf mouvement / Konchtadt) : BB j'tadore
- 1989 : La chair humaine n'est pas à vendre (CD/LP G.G.O.) : L'armée
- 1990 : France profonde volume 3 (CD/LP Intox productions) : C'est des moutons.
- 1993 : Chaud bises Party (CD/K7 Folklore urbain) - Rat-core
- 2017 : FM chez les rockers volume 3 (CD Stygmate prod) - Marilou sous la neige (reprise de Serge Gainsbourg)